# Valkiakari (klippa i Satakunta, Raumo, lat 61,16, long 21,36)
Valkiakari är en ö i Finland. Den ligger i Bottenhavet och i kommunen Raumo i den ekonomiska regionen  Raumo ekonomiska region i landskapet Satakunta, i den sydvästra delen av landet. Ön ligger omkring 43 kilometer sydväst om Björneborg och omkring 220 kilometer nordväst om Helsingfors.
Öns area är 1,8 hektar och dess största längd är 270 meter i sydöst-nordvästlig riktning. Närmaste större samhälle är Raumo, 8,8 km öster om Valkiakari.